# Đấu kiếm tại Đại hội Thể thao Đông Nam Á 2017
Môn đấu kiếm thi đấu tại Đại hội Thể thao Đông Nam Á 2017 ở Kuala Lumpur sẽ diễn ra tại Trung tâm hội nghị và triển lãm MATRADE ở Segambut.
Đại hội năm 2017 tham gia thi đấu trong 6 nội dung (3 nội dung cho mỗi giới tính).

## Các nội dung
Các nội dung sau đây sẽ được tranh tài:
- Kiếm ba cạnh
  - Cá nhân
- Kiếm liễu
  - Cá nhân
- Kiếm chém
  - Cá nhân

## Tham dự

### Các quốc gia tham dự
- Brunei
- Campuchia
- Indonesia
- Lào
- Malaysia
- Myanmar
- Philippines
- Singapore
- Thái Lan
- Đông Timor
- Việt Nam

## Tóm tắt huy chương

### Bảng huy chương
| Hạng               | Đoàn               | Vàng | Bạc | Đồng | Tổng số |
| ------------------ | ------------------ | ---- | --- | ---- | ------- |
| 1                  | Việt Nam (VIE)     | 3    | 0   | 3    | 6       |
| 2                  | Singapore (SGP)    | 2    | 0   | 3    | 5       |
| 3                  | Philippines (PHI)  | 1    | 3   | 2    | 6       |
| 4                  | Thái Lan (THA)     | 0    | 3   | 2    | 5       |
| 5                  | Indonesia (INA)    | 0    | 0   | 1    | 1       |
| 5                  | Malaysia (MAS)     | 0    | 0   | 1    | 1       |
| Tổng số (6 đơn vị) | Tổng số (6 đơn vị) | 6    | 6   | 12   | 24      |

### Danh sách huy chương
| Kiếm ba cạnh nam | Nguyễn Tiến Nhật · Việt Nam                | Panthawit Chamcharern · Thái Lan       | Indra Jaya Kusuma · Indonesia            |  |  |  |
| Kiếm ba cạnh nam | Nguyễn Tiến Nhật · Việt Nam                | Panthawit Chamcharern · Thái Lan       | Joshua Koh I-Jie · Malaysia              |  |  |  |
| Kiếm ba cạnh nữ  | Nguyễn Thị Như Hoa · Việt Nam              | Hanniel Abella · Philippines           | Harlene Raguin · Philippines             |  |  |  |
| Kiếm ba cạnh nữ  | Nguyễn Thị Như Hoa · Việt Nam              | Hanniel Abella · Philippines           | Nguyễn Thị Quyên · Việt Nam              |  |  |  |
|                  |                                            |                                        |                                          |  |  |  |
| Kiếm liễu nam    | Brennan Wayne Louie · Philippines          | Nathaniel Perez · Philippines          | Jet Ng Shang Fei · Singapore             |  |  |  |
| Kiếm liễu nam    | Brennan Wayne Louie · Philippines          | Nathaniel Perez · Philippines          | Sopanut Mayakarn · Thái Lan              |  |  |  |
| Kiếm liễu nữ     | Amita Marie Nicolette Berthier · Singapore | Samantha Kyle Catantan · Philippines   | Maxine Isabel Esteban · Philippines      |  |  |  |
| Kiếm liễu nữ     | Amita Marie Nicolette Berthier · Singapore | Samantha Kyle Catantan · Philippines   | Nicole Mae Wong Hui Shan · Singapore     |  |  |  |
|                  |                                            |                                        |                                          |  |  |  |
| Kiếm chém nam    | Vũ Thành An · Việt Nam                     | Voragun Srinualnad · Thái Lan          | Ahmad Huzaifah bin Saharudin · Singapore |  |  |  |
| Kiếm chém nam    | Vũ Thành An · Việt Nam                     | Voragun Srinualnad · Thái Lan          | Nguyễn Xuân Lợi · Việt Nam               |  |  |  |
| Kiếm chém nữ     | Lau Ywen · Singapore                       | Pornsawan Ngernrungruangroj · Thái Lan | Bùi Thị Thu Hà · Việt Nam                |  |  |  |
| Kiếm chém nữ     | Lau Ywen · Singapore                       | Pornsawan Ngernrungruangroj · Thái Lan | Tonpan Pokeaw · Thái Lan                 |  |  |  |